# 小行星9551
小行星9551（英語：9551 Kazi）是一颗围绕太阳公转的小行星。1985年10月20日，安東寧·姆爾科斯在克列特发现了此天体。
这颗小行星的绝对星等为4.889293709652845等。